# Бедняковская волость
Бедняковская волость (до 1918 г. — Дурыкинская) — волость на северо-западе Московского уезда Московской губернии Российской империи и РСФСР. Существовала до 1929 года, центром волости было село Дурыкино (до 1924 г.), село Нетесово (1924—1926 гг.) и деревня Радумля (с 1926 г.).
По данным 1890 года в состав Дурыкинской волости 6-го стана входило 45 селений. Волостное правление и квартира полицейского урядника размещались в селе Дурыкино. В справочной книжке 1890 года отмечалось: «обыватели Дурыкинской волости летом в большинстве занимаются земледелием, сенокосом, зимой возкою дров; легковым извозничеством в Москве и торговлею питиями».

Дурыкинская волость на карте взаимного отношения церковных приходов и волостей Московского уезда, 1877 г.

В 1913 году в селениях Дурыкино, Есипово, Льялово, Никольское-Ржавки, Парфёново, Пешки, Рождествено, Скрипицыно, Стародальная, Хоругвино имелись земские училища, в селениях Поярково и Радумля — церковно-приходские школы. Пожарные дружины располагались в селениях Дурыкино, Никольское-Ржавки, Пешки и Савелки.
Согласно постановлению съезда Советов Московского уезда от 25—26 октября 1918 года Дурыкинская волость была переименована в Бедняковскую. К ней также были присоединены часть Пятницкой волости Звенигородского уезда и одно село Дмитровского уезда.
В 1923 году в волости было 15 сельских советов — Дудкинский, Дурыкинский, Есиповский, Жилинский, Литвиновский, Льяловский, Парфёновский, Пешковский, Поваровский, Радумльский, Ржавский, Рождественский, Стародальневский, Хоругвинский и Чашниковский. В период с 1925 по 1926 гг. было произведено разукрупнение сельсоветов, в результате чего была образована сеть из 24 сельсоветов: Дудкинского, Дурыкинского, Есиповского, Жилинского, Жуковского, Клушинского, Кочергинского, Литвиновского, Льяловского, Матушкинского, Овсянниковского, Парфёновского, Пешковского, Поваровского, Радумльского, Ржавского, Рождественского, Стародальневского, Танковского, Холмовского, Хоругвинского, Чашниковского и Шелепановского.
По итогам Всесоюзной переписи 1926 года численность населения 83-х населённых пунктов волости составила 11 605 человек (5394 мужчины, 6211 женщин), насчитывалось 2317 хозяйств, среди которых 2076 крестьянских, в селениях Берёзки, Дурыкино, Есипово, Кочергино, Липуниха, Литвиново, Льялово, Матушкино, Овсянниково, Пешки, Поварово, Ржавки, Рождествено, Стародальнее, Хоругвино и Чашниково имелись школы, в деревне Радумля — больница.
В ходе реформы административно-территориального деления СССР в 1929 году Бедняковская волость была упразднена, а её территория разделена между Сходненским и Солнечногорским районами Московского округа Московской области.